# Laveno-Mombello
Laveno-Mombello (Lavén Mumbèl in dialetto varesotto) è un comune italiano di 8 336 abitanti della provincia di Varese in Lombardia. Il comune, situato sulle rive del Lago Maggiore, nacque nel 1927 dalla fusione dei comuni di Laveno, Mombello sul Lago Maggiore e Cerro sul Lago Maggiore.
Confina a nord-est con Castelveccana, a est con Cittiglio, a sud-est con Caravate, a sud con Leggiuno e Sangiano, e a ovest col Lago Maggiore e quindi il Piemonte.
È uno dei maggiori scali del lago: oltre al porto turistico, c'è un imbarcadero dal quale partono tutto l'anno traghetti con trasporto di automobili per Verbania-Intra.
Il centro del paese si trova in un'ampia insenatura naturale, di fronte a Verbania-Intra. Agli estremi nord e sud del golfo si trovano due fortini. Sul colle nord si trova il forte garibaldino, circondato da un parco.
In direzione est, proprio sopra il paese, si trova l'imponente monte Sasso del Ferro. Per mezzo di una cestovia si arriva fino alla cima della montagna, dalla quale si gode un panorama che spazia sul lago e sulle prealpi, fino ad arrivare a Milano.

## Storia
Nel comune si hanno tracce di insediamento storico fino dall'antichità: a Mombello, infatti, si hanno tracce di palafitte del 3000 a.C.
Il nome Laveno deriverebbe da quello del comandante romano Tito Labieno, che qui aveva il suo accampamento e che sulla collina di Mombello ebbe uno scontro con i Galli; da qui proverrebbe anche il nome Mombello, "colle della battaglia", in latino mons belli.
In epoca medioevale fu un borgo abitato da pescatori. Le più importanti famiglie nobili legate a Laveno furono i Visconti e i Borromeo, a cui il territorio era infeudato, i Tinelli di Gorla, i conti Guilizzoni e i Sessa de Ceresolo, padroni della frazione Ceresolo in Cerro. Dall'Ottocento in poi ospitò le famose fabbriche della ceramica, tra le più grandi d'Europa. Le fabbriche, ora chiuse, hanno comunque dato vita a un museo della ceramica, uno dei musei più interessanti della città.
Il comune di Laveno-Mombello venne creato nel 1927 dalla fusione dei comuni di Cerro Lago Maggiore, Laveno e Mombello Lago Maggiore.

### Simboli
Lo stemma e il gonfalone sono stati concessi con regio decreto del 22 maggio 1933.
Stemma
Gonfalone

## Monumenti e luoghi d'interesse

### Architetture religiose

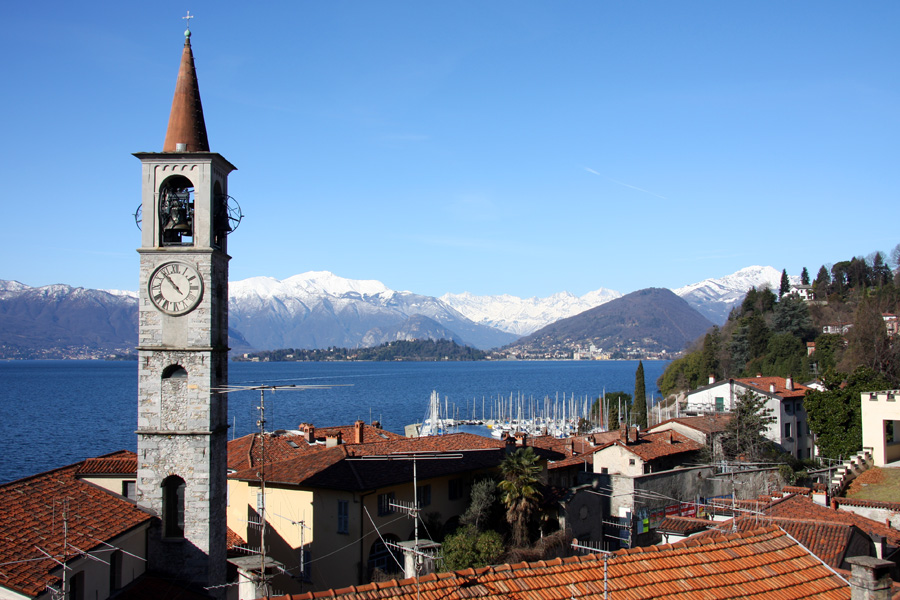
Panorama dal sagrato della chiesa nuova

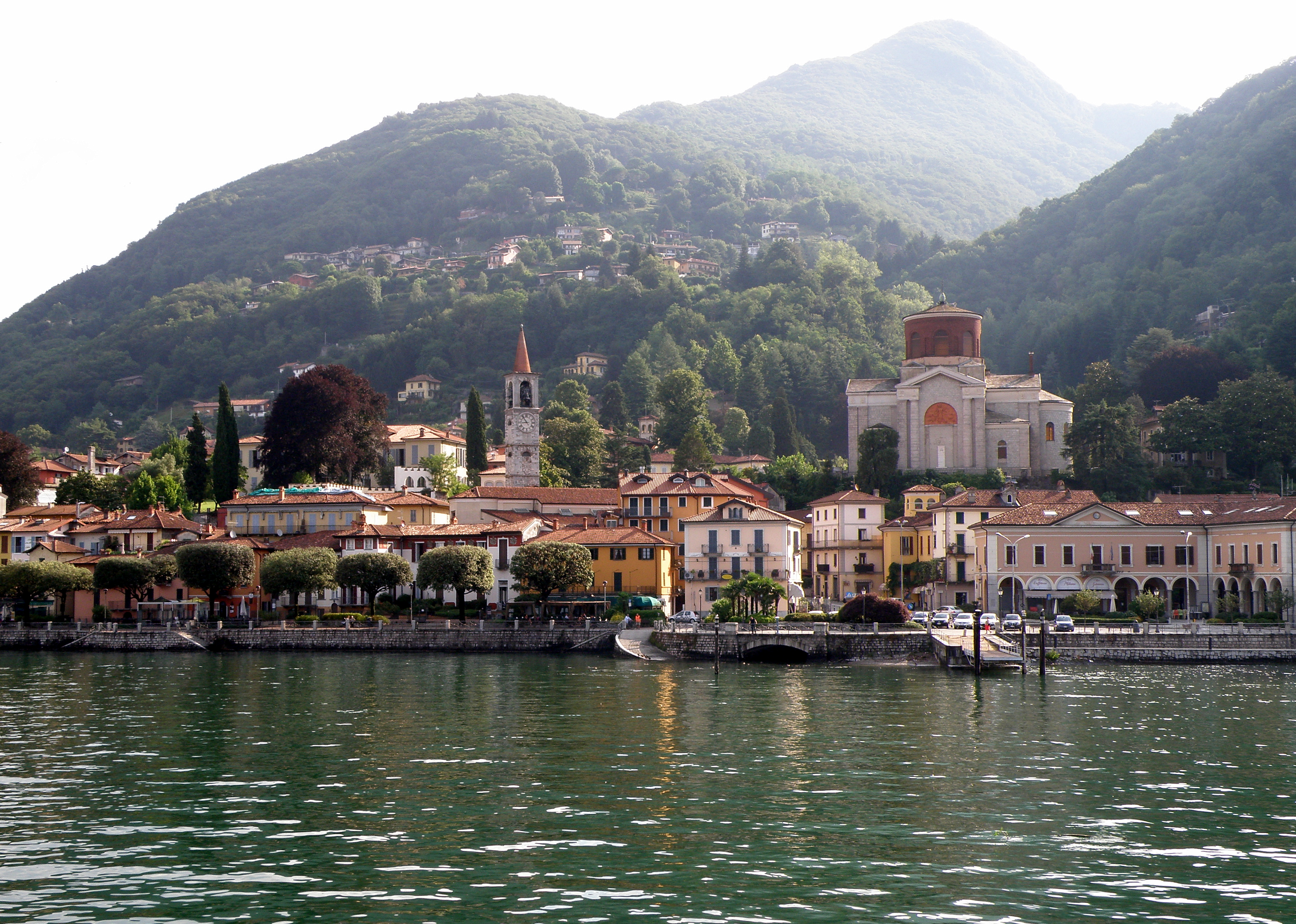
Laveno, visto dal traghetto di Verbania

- La chiesa di S. Maria in Ca' Deserta a Laveno: di remota origine, risulta citata in un documento del 1081 in cui risulta essere donata al monastero di Cluny, insieme a dei terreni. Anticamente era dedicata, oltre a Santa Maria, anche ai santi Michele e Pietro. Viene eretta a parrocchia, staccandosi dalla Pieve di Leggiuno, forse già tra il XII e il XIII secolo, comunque entro il XV secolo. In seguito al trasferimento del titolo parrocchiale, nel XVII secolo, alla più centrale chiesa di San Giacomo, essa venne progressivamente abbandonata. Ricostruita completamente nel 1756 su disegno dell'architetto Gioachino Besozzi, fu affiancata nell'Ottocento dal cimitero comunale. Sulla facciata, ai lati dell'ingresso, ci sono due lunette affrescate: quella di destra risale al Seicento e raffigura San Giovanni Evangelista; quella di sinistra, rappresentante la Vergine, è di stile tre-quattrocentesco e verosimilmente potrebbe appartenere all'antica chiesa romanica. L'interno, a navata unica, si distingue per la bellezza e la raffinatezza delle decorazioni. L'altare maggiore conserva la statua dell'Assunta, alla quale la chiesa è dedicata; gli altari laterali sono dedicati rispettivamente a San Giovanni Battista e al Santissimo Crocifisso. Sul sagrato antistante la chiesa sono poste le edicole della Via Crucis che ospita formelle in ceramica dell'artista Oreste Quattrini (1990). La chiesa svolge funzione esclusivamente cimiteriale.
- La chiesa prepositurale dei Santi Filippo e Giacomo a Laveno (Chiesa Vecchia): le prime notizie circa la parrocchiale di Laveno risalgono al 1315. Originariamente dedicata a San Giacomo e, forse, a San Giovanni, fu dapprima semplice cappella. Per comodità, in quanto centrale al borgo, fu eretta a parrocchia per volere di San Carlo Borromeo, ma di fatto non si hanno notizie precise circa la traslazione del titolo parrocchiale dalla chiesa di Santa Maria a San Giacomo. Il titolo parrocchiale figura per la prima volta soltanto nel 1671. L'attuale edificio, dedicato ai Santi Apostoli Filippo e Giacomo, è frutto di una serie di ampliamenti, il più importante realizzato nel 1832 con l'aggiunta della navata laterale dedicata al Sacro Cuore, sul luogo dell'antico oratorio della confraternita del Santissimo Sacramento. La chiesa presenta perciò una pianta asimmetrica, con due navate in sobrio stile neoclassico. All'interno risulta di grande pregio l'organo realizzato dal varesino Eugenio Biroldi nel 1825, restaurato dalla casa organaria Mascioni nel 1986, è spesso valorizzato attraverso concerti, anche di livello internazionale, essendo rientrato per tre anni consecutivi nella prestigiosa rassegna delle Settimane Musicali di Stresa e del Lago Maggiore. La chiesa conserva inoltre una statua lignea seicentesca dedicata alla Madonna del Transito e gli affreschi della volta realizzati nel 1907. L'altare maggiore presenta un bel paliotto ligneo alla base e l'imponente tempietto neoclassico a colonne con al sommo la statua di San Giovanni Battista. È stata elevata al rango di prepositurale nel 1969. L'antico campanile in pietra a vista, simbolo di Laveno, rialzato nel 1898 e dotato di cella campanaria in stile neo-romanico e cuspide conica, è alto una trentina di metri. Il notevole concerto di cinque campane in Do grave è stato fuso nel 1954 dalla fonderia Capanni di Castelnovo ne' Monti (RE) dopo l'asportazione per ragioni belliche dei vecchi bronzi ottocenteschi della fonderia Mazzola di Valduggia, in Valsesia.
- La chiesa di Sant'Ambrogio a Laveno (Chiesa Nuova): con la sua imponente mole, caratterizza il panorama della cittadina lacustre. Fu costruita tra il 1933 e il 1940 su progetto dell'architetto Paolo Mezzanotte, ma di fatto completata negli anni sessanta. Consacrata dal cardinale Ildefonso Schuster il 6 giugno 1940, presenta un grandioso interno a croce greca con cupola centrale. Gli affreschi sono di Innocente Salvini (1961), le sculture esterne in cotto di Egidio Casarotti (1962).
- La chiesa dell'Immacolata: situata nei pressi della parrocchiale di Laveno risale al 1728 e voluta dal nobile Ferdinando Tinelli. Restaurata nel 1980, possiede un piccolo interno a pianta centrale. L'altare maggiore è realizzato in muratura, con paliotto settecentesco. La pala lignea, sagomata a drappo, contiene una tela settecentesca con l'immagine della Vergine. Sull'arco trionfale è posto un crocifisso. Sopra l'ingresso è ricavata una cantoria senza organo.
- L'oratorio di S. Rocco: situato nel centro storico di Laveno, accanto alla Villa Tinelli, ne costituisce la cappella privata. Risalente al XVIII secolo, è un piccolo edificio dall'inconsueta pianta ottagonale.
- La chiesa parrocchiale di Santa Maria Ausiliatrice nella frazione Ponte di Laveno, risalente al 1930.
- La chiesa parrocchiale dell'Invenzione di Santo Stefano a Mombello: la chiesa è di origine romanica, come attestano le descrizioni delle visite pastorali di San Carlo e le pietre alla base del campanile. Si trattava di un edificio a tre navate di tipo basilicale con tre absidi affrescate, più largo che lungo, nella cui navata sinistra si innestava il fusto dell'attuale campanile, assai modificato in seguito. La chiesa fu riedificata a navata unica nel 1600 come attesta una targa al suo interno, quando si stacca dalla matrice di Leggiuno e diventa parrocchiale. Nel 1913 viene allungata verso la piazza e dotata dell'attuale imponente facciata, opera di Paolo Besozzi. Lo spazioso interno conserva una splendida abside interamente affrescata nel 1612 circa da Giovanni Battista De Advocatis, lo stesso che realizzò gli affreschi del santuario di Santa Caterina del Sasso. Degno di nota anche l'altare ligneo dorato seicentesco, ristrutturato all'inizio del Novecento. Altre opere notevoli sono la Cappella del Rosario, con un apparato barocco molto scenografico, l'organo del 1874 opera dei fratelli varesini Pietro e Lorenzo Bernasconi e le formelle in ceramica del battistero realizzate dall'artista mombellese Albino Reggiori nel 2003. Il campanile è dotato di cinque campane in Mi bemolle, fuse nel 1948 dalla fonderia Bianchi di Varese.
- L'oratorio di Santa Maria di Corte a Mombello: citata nel XIII secolo, è una piccola chiesetta dedicata alla Purificazione di Maria Vergine, inserita in un contesto urbano molto interessante. All'interno, completamente restaurato, si segnala un affresco del XVI secolo.
- L'oratorio di San Michele: piccolo edificio posto nel punto più alto di Mombello, nei pressi della frazione Rocca. Fu riedificato nel Settecento sull'area di un più antico oratorio in stato di abbandono.
- La chiesa dei Santi Nazario, Celso e Defendente a Ceresolo: si tratta probabilmente del sito religioso più antico del comune, sicuramente anteriore al 1000. La chiesetta, anticamente parrocchiale di Cerro e Ceresolo, fu riedificata attorno al XVI secolo. Superstite il bellissimo campanile in stile romanico in pietra dotato di bifore.
- La chiesa della Beata Vergine del Pianto a Cerro: l'attuale parrocchiale fa da sfondo alla piazzetta del piccolo borgo lacustre con la sua semplice facciata e l'esile campanile dalla particolare cella campanaria in mattoni. Ristrutturata a metà Ottocento, presenta una piccola navata ornata da stucchi e affreschi novecenteschi del pittore Orlando Tommasi.

### Altri luoghi di interesse

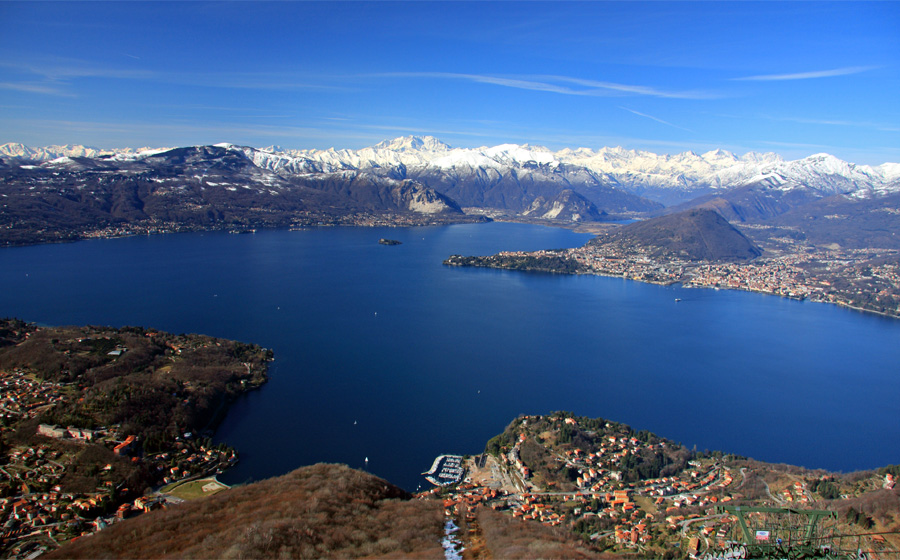
Panorama da Poggio Sant'Elsa (974 m s.l.m.) sopra Laveno

- la Villa De Angeli-Frua: incastonata nel tessuto urbano settecentesco di Laveno, dominante il Golfo, è l'attuale sede comunale.
- L'Ex Palazzo Comunale: imponente edificio angolare proprio di fronte al lago, situato in piazza Italia. Fu costruito nel 1878 su disegni dell'architetto Marco Porta, ampliando il vecchio arsenale austriaco. Oggi ospita alcuni uffici comunali e le attività commerciali sotto i suoi portici.
- Il Palazzo del Bostano a Mombello: si tratta di un ex-convento cinquecentesco appartenuto agli umiliati. In seguito fu usato anche come fabbrica di birra.
- Il Palazzo Guilizzoni-Perabò a Cerro: l'imponente frontespizio del palazzo domina il lungolago di Cerro. La corte interna è circondata dal bellissimo loggiato. È sede del Museo Internazionale del design ceramico (MIDC).Palazzo Perabò Guilizzoni, sede del Museo Internazionale Design Ceramico

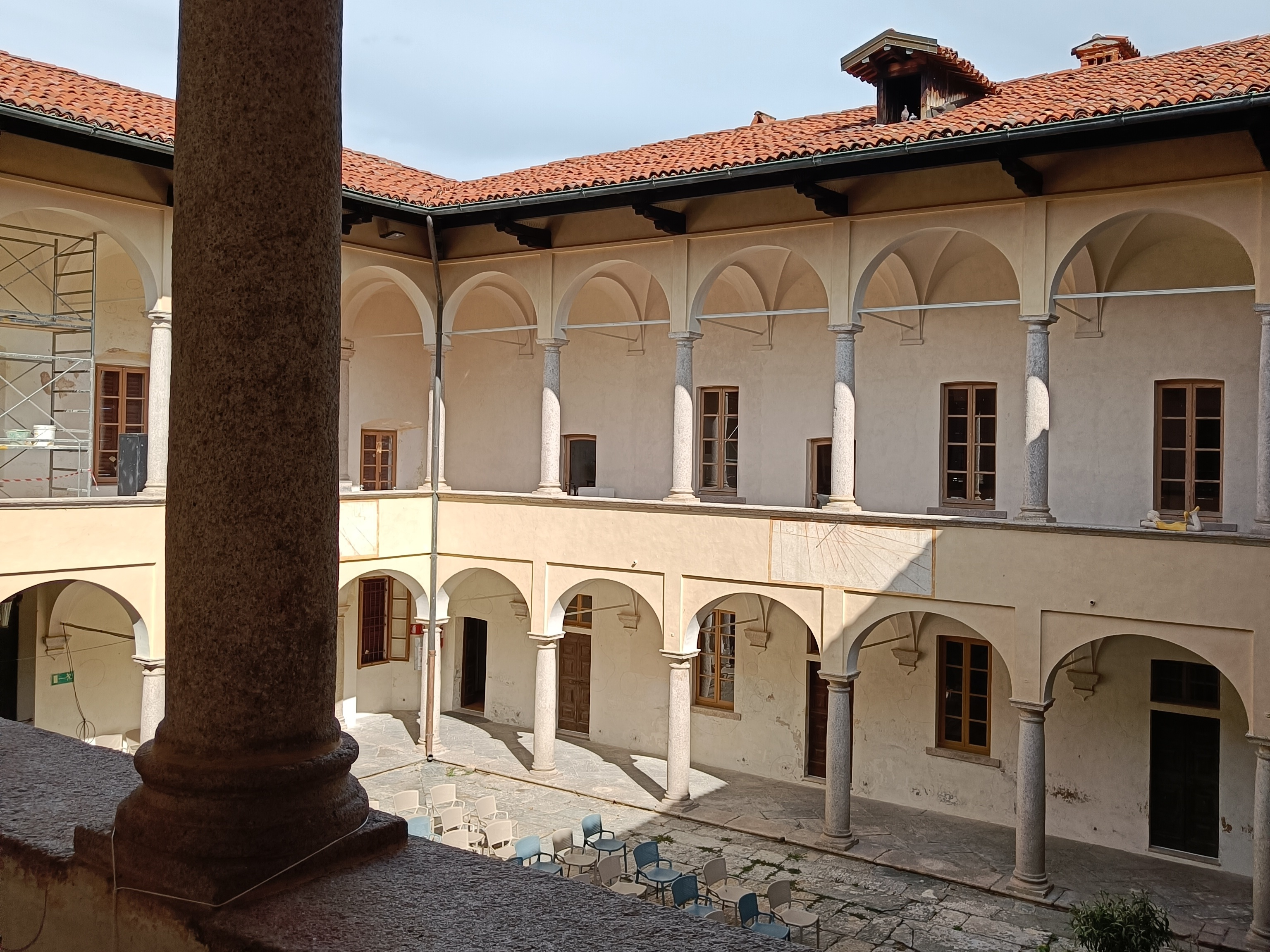
Palazzo Perabò Guilizzoni, sede del Museo Internazionale Design Ceramico

- Poggio Sant'Elsa: è una località situata alle spalle di Laveno, sulle pendici del Monte Sasso del Ferro, a quota 974 m s.l.m. È raggiungibile tramite un impianto a fune e dalla terrazza di arrivo della funivia si gode un ampio panorama sul lago Maggiore, il monte Rosa e le Alpi, fino alla pianura.
- Villa Fumagalli, in via Labiena, edificata nel 1935 da Piero Portaluppi[8]
- Villa Bassani, opera di inizio Novecento dell'architetto Giuseppe Sommaruga.
- Caserma San Michele, parte del sistema di fortificazioni austriache edificate nel 1854 a difesa del confine con lo Stato sabaudo. Fu sede della Società Ceramica Italiana fino al 1898, poi ancora caserma (1915-1918) e centro velico. Attualmente è sede della Lega Navale Italiana.
- Sede della Società Ceramica Italiana, Via Buozzi 1, su progetto di Piero Portaluppi (1925), attualmente in attesa di riqualificazione.

### Aree naturali
- Da Laveno inizia il Sentiero del Verbano, che costituisce la prima realizzazione del progetto Vie Verdi dei Laghi e ha portato alla definizione di un sentiero che lega i comuni di Sesto Calende e Laveno-Mombello passando per Taino, Angera, Ranco, Ispra, Brebbia, Besozzo, Monvalle e Leggiuno. Questo sentiero è identificato con la sigla VB su tutta la segnaletica verticale. Il sentiero Verbano presenta uno sviluppo complessivo di 49,6 km. Già dai primi metri del sentiero, sul lungolago in prossimità dell'imbarcadero, è possibile ammirare uno spettacolare panorama volto alla sponda opposta del lago: ben visibili sono il Mottarone, il Piancavallo e il gruppo del monte Rosa. Lasciando il centro abitato, il sentiero si inerpica sul monte Brianza da cui è possibile apprezzare uno scorcio dall'alto di Laveno-Mombello che, come dimostra la morfologia delle sue coste, costituisce un porto naturale di rara bellezza. Attraversata la frazione di Chiso si entra in un'area boscata in cui si possono vedere, oltre ad esemplari secolari di castagno, anche tratti di vecchi muri a secco a testimonianza di una certa simbiosi tra gli abitanti locali di un tempo e il proprio territorio. Il sentiero prosegue verso Cerro, un piccolo centro un tempo legato all'attività di pesca sul lago. Presso il Palazzo Perabò è possibile visitare la Civica Raccolta di Terraglia. Si tratta di un museo dedicato alla ceramica, una delle produzioni manifatturiere più antiche e caratteristiche di Laveno-Mombello. Allontanandoci dalla costa, appena fuori dal centro abitato, entriamo il quella che è una delle zone naturalisticamente più interessanti di tutto il territorio lavenese: la Torbiera.
- Da Laveno si sviluppa, inoltre, l'anello di Santa Caterina, nella fascia costiera compresa tra Laveno e Monvalle, interessando quello che si può considerare il gioiello storico-architettonico della provincia di Varese: L'Eremo di Santa Caterina del Sasso sito nel comune di Leggiuno. Oltre a esso si ha l'opportunità di poter ammirare il piccolo nucleo di Cerro col suo panoramico lungolago e il Museo della Ceramica. Tutti i siti di grande interesse intervallati da finestre panoramiche tra le più belle di tutto il Verbano. Il sentiero si può chiudere ad anello percorrendo parte della Dorsale del Verbano che riconduce a Laveno-Mombello.

## Società

### Evoluzione demografica
- 550 nel 1751
- 786 nel 1805
- 1718 dopo annessione di Cerro e Mombello nel 1809, poi scambiati con Vararo nel 1812
- 1241 nel 1853
- 1547 nel 1861
- 1848 nel 1881
- 2003 nel 1901
- 2473 nel 1921

Abitanti censiti

La popolazione straniera residente a Laveno-Mombello risulta pari a 620 unità (ISTAT - dato al 1º gennaio 2008), quindi circa il 7% sul totale. Gli ultra settantacinquenni lavenesi si aggirano intorno alle 1 300 unità (15% circa).

## Cultura

### Biblioteca
Ospitata nella Villa De Angeli-Frua,  con i suoi oltre 50 000 volumi è una delle più grandi della provincia di Varese.

### MIDeC – Museo Internazionale Design Ceramico
Proprietà del Comune di Laveno Mombello, è stato fondato nel 1971 ed è aperto al pubblico nel cinquecentesco Palazzo Perabò a Cerro di Laveno. Raccoglie la produzione della manifattura Società Ceramica Italiana dalla sua fondazione.

## Geografia antropica
Secondo lo statuto comunale, il territorio di Laveno-Mombello comprende le frazioni di Laveno, Mombello, Cerro e Ponte.

## Economia

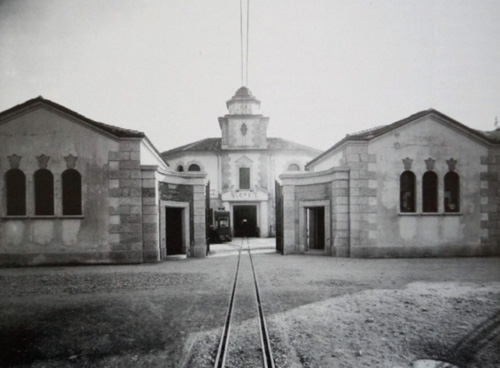
Sede della Società Ceramica Italiana, Via Buozzi 1, su progetto di Piero Portaluppi

Laveno è stato nel XIX e XX secolo un centro celebre per la produzione delle ceramiche, dal 1856, quando Carnelli, Caspani e Revelli, ex dipendenti della fabbrica di ceramica Richard di Milano, fondarono la società ceramica C.C.R. divenuta poi nota come Società Ceramica Italiana, nei capannoni di una ex vetreria, in località San Michele. Confluita nel gruppo Richard-Ginori, le fabbriche maggiori hanno chiuso la loro attività negli anni novanta. Sulla storia delle ceramiche c'è un museo situato sul lungolago, nella frazione Cerro. 
Attualmente l'industria lavenese si è sviluppata nel campo delle cartiere.
La zona industriale di Laveno ospita oggi diverse piccole e medie aziende del settore manifatturiero e metalmeccanico. L'economia si basa molto sulle attività turistiche, in particolar modo nella stagione estiva; il Ferragosto Lavenese richiama sul Lungo Lago ogni anno diverse migliaia di persone che accorrono per seguire lo spettacolo pirotecnico.

## Infrastrutture e trasporti

### Strade
Il comune è attraversato dalle seguenti strade:
- Strada statale 394 del Verbano Orientale.
- SP ex SS 394 dir del Verbano Orientale: Cittiglio - Laveno-Mombello
- SP 32 delle Due pievi (Laveno-Mombello - Travedona Monate)
- SP 69 di Santa Caterina (Sesto Calende - Luino)

### Mobilità urbana
I trasporti interurbani di Laveno-Mombello vengono svolti con autoservizi di linea garantiti da Autolinee Varesine per conto del Consorzio Trasporti Pubblici Insubria.

### Ferrovie
A Laveno sono presenti due stazioni ferroviarie:
- Laveno-Mombello FS: gestita da RFI.
- Laveno-Mombello FN: gestita da Ferrovienord, è il capolinea della linea per Saronno.

### Navigazione laghi
In prossimità della stazione gestita da Ferrovienord, è presente l'imbarcadero dove approdano le linee di navigazione del Lago Maggiore.

## Amministrazione
Il comune è uno dei soci della comunità di lavoro Regio Insubrica, ente di cooperazione transfrontaliera che federa alcune province di Lombardia e Piemonte e il Canton Ticino svizzero.